# Talkeetna (Alaska)
Talkeetna ist ein Census-designated place (CDP) im Matanuska-Susitna Borough in Alaska in den Vereinigten Staaten. Der Name „Talkeetna“ bedeutet etwa „Ort, wo am Fluss Nahrung gelagert wird“. Das Gebiet liegt 185 km nördlich von Anchorage nahe dem Denali am Zusammenfluss der Flüsse Susitna, Chulitna und Talkeetna. Das U.S. Census Bureau hat bei der Volkszählung 2020 eine Einwohnerzahl von 1.055 ermittelt.

## Geschichte
Talkeetna war ursprünglich von Athapaska-Indianern besiedelt. Als 1892 am Unterlauf des Susitna River Gold gefunden wurde, kamen Goldsucher und Prospektoren in die Region. 1915 wählte US-Präsident Woodrow Wilson Talkeetna als Hauptquartier für den Bau der Alaska Railroad. Die Stadtgründung fand 1919 statt, als die Bahngesellschaft 80 Parzellen zum Kauf anbot. Vor dem Bau des George Parks Highways 1964 war die Bahnstrecke die einzige Landverbindung nach Talkeetna. Der Ortskern mit vielen Gebäuden aus dem frühen 20. Jahrhundert wird als National Historic Site gelistet.

## Demografie
Zum Zeitpunkt der Volkszählung im Jahre 2000 hatte Talkeetna CDP 772 Einwohner auf einer Landfläche von 107,7 km². Das Medianalter betrug 39,0 Jahre und lag damit über dem nationalen Durchschnitt der USA von 35,3 Jahren. Das Pro-Kopf-Einkommen lag bei US-Dollar 23.695 (USA: 21.587 Dollar). 10,8 % der Einwohner lagen mit ihrem Einkommen unter der Armutsgrenze (USA: 12,4 %). 16,8 % der Einwohner sind deutschstämmig, 13,2 % sind irischer- und 10,0 % englischer Abstammung. 9,1 % der Einwohner sind Nachkommen der Ureinwohner Alaskas.

## Wirtschaft und Infrastruktur
Der Ort lebt heute vom Tourismus. Angler, Rafter und Bergsteiger nutzen Talkeetna als Basis. Beim jährlichen Moose Dropping Festival wird Kunsthandwerk aus ganz Alaska angeboten. Das Gebiet ist über die Alaska Railroad oder den George Parks Highway und die Talkeenna Spur Road erreichbar. Am gut ausgebauten Flugplatz (IATA-Flughafencode: TKA) sind viele kleine Lufttaxi-Unternehmen tätig. Das Basislager an der Südflanke des Denali ist von Talkeetna aus gut zu erreichen.

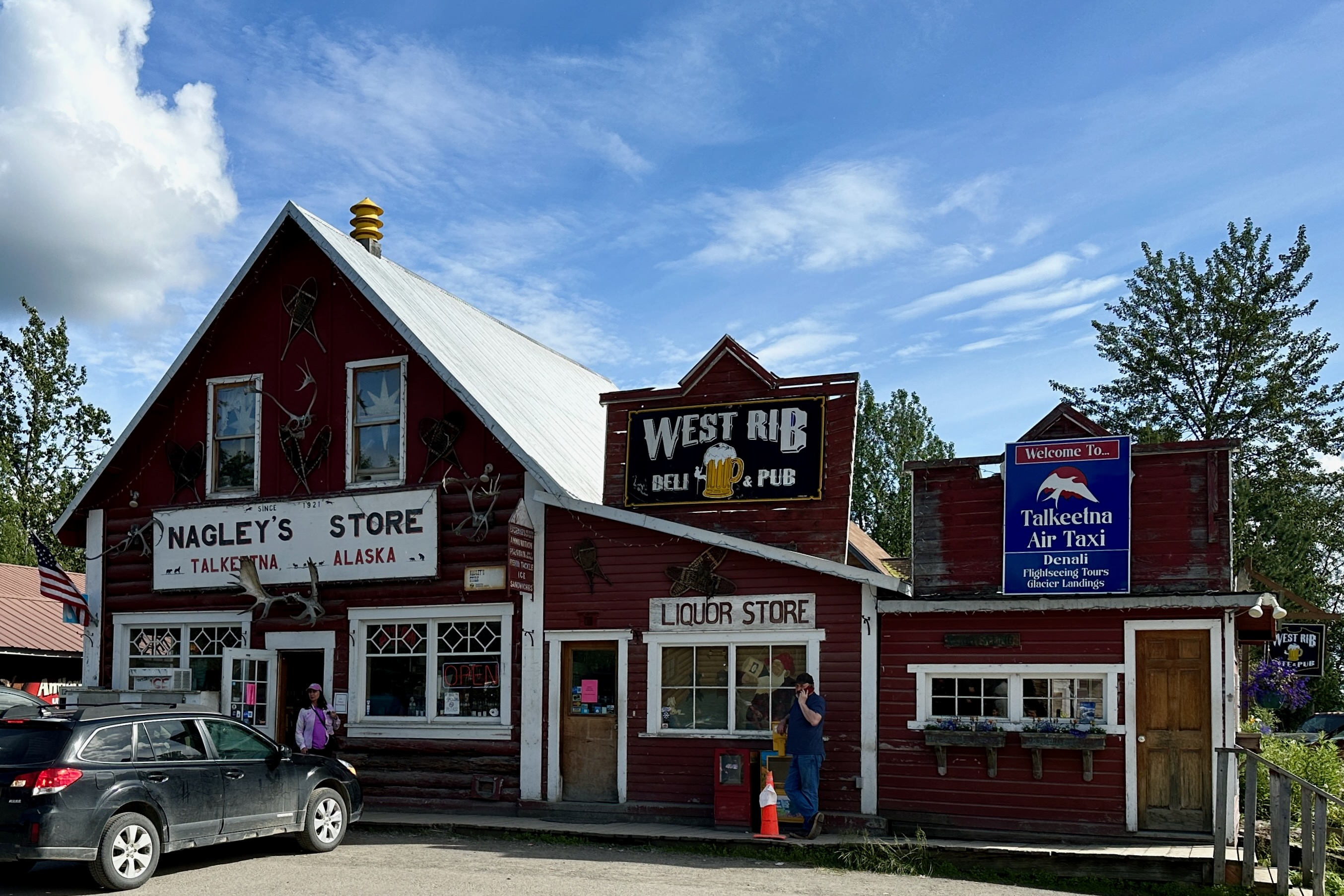
Nagley's Store
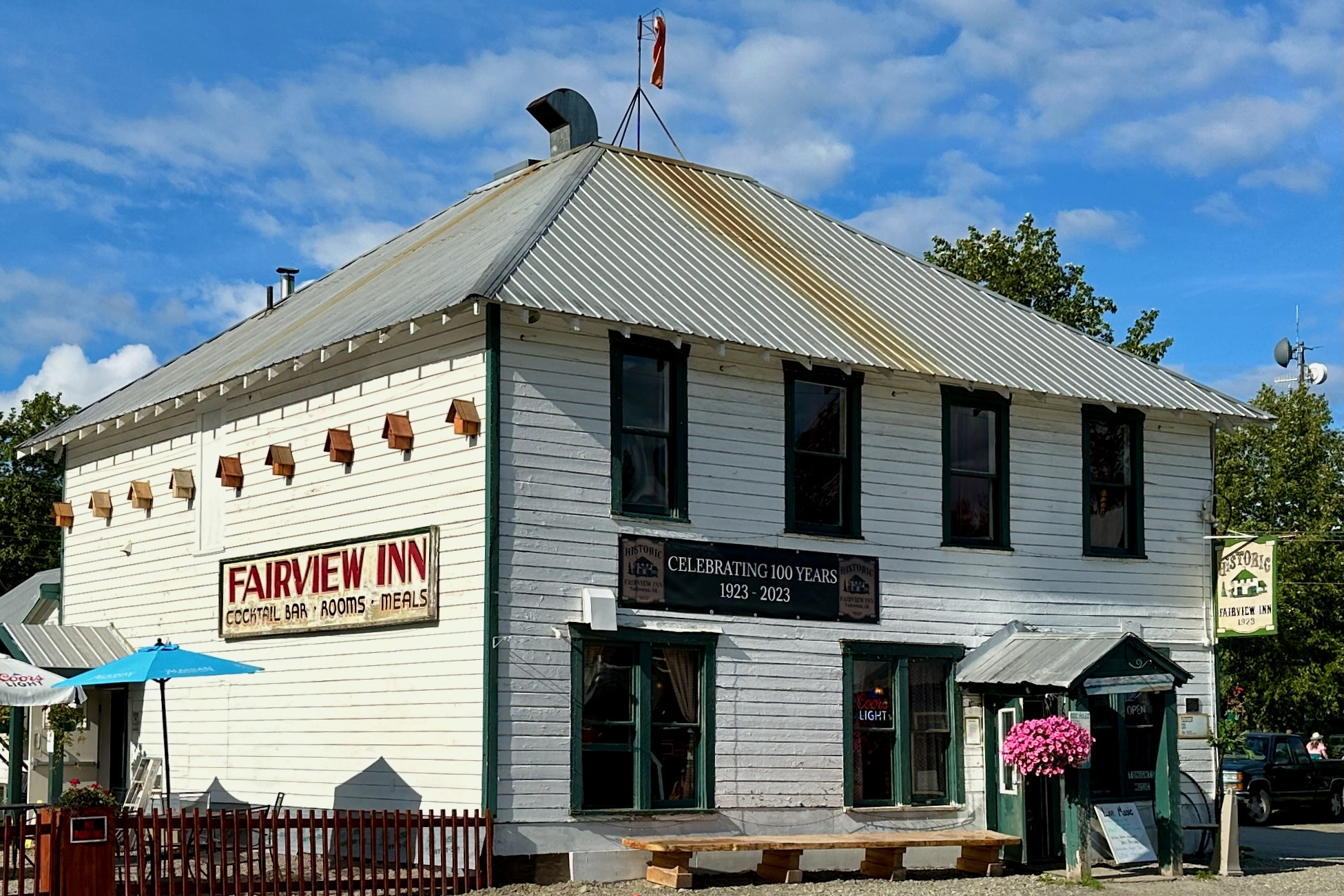
Fairview Inn
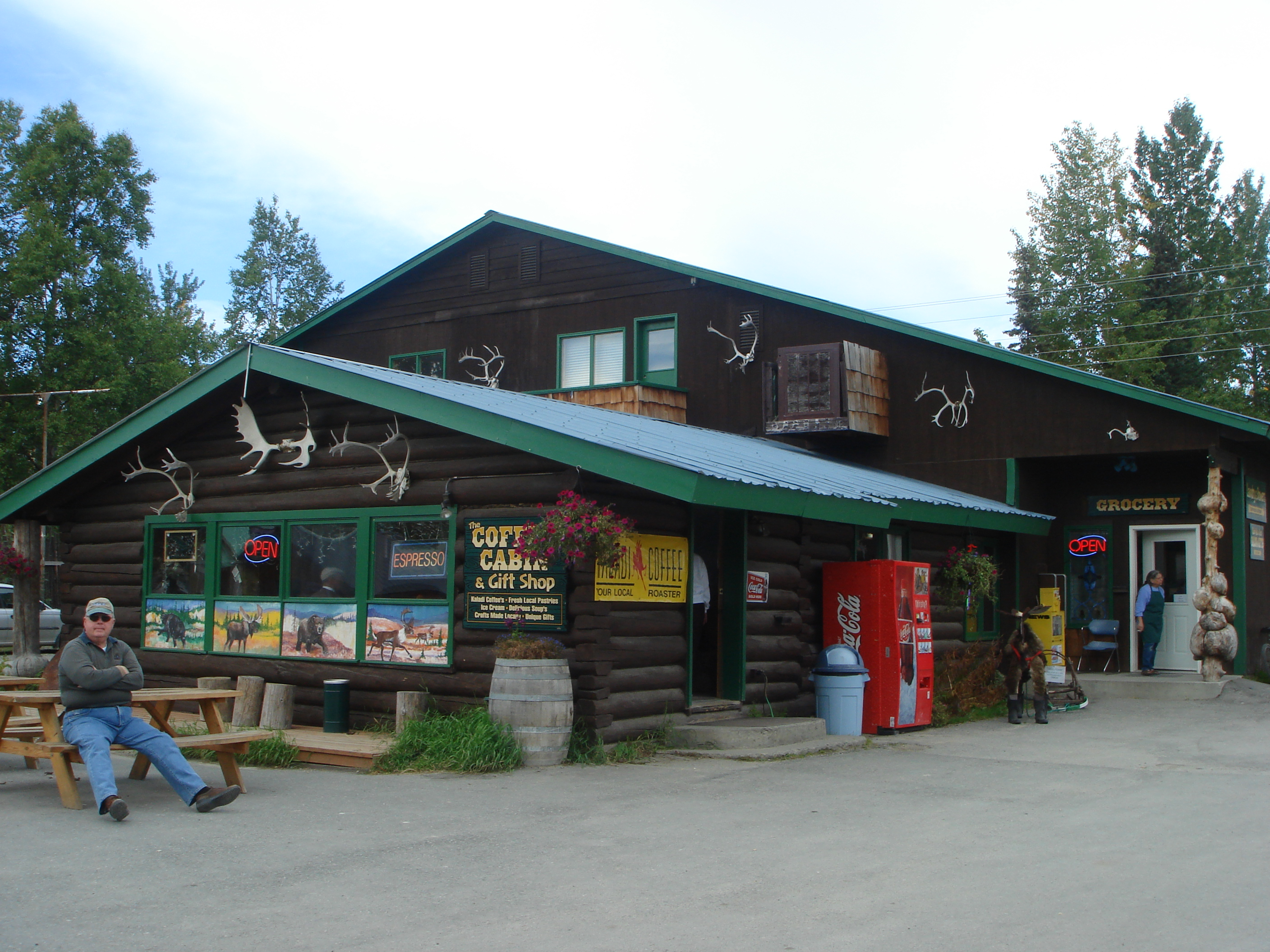
Coffee Cabin

## Politik
Ehrenbürgermeister des Orts war von 1997 bis 2017 ein Kater namens Stubbs.